# Guardia de honor

La guardia de honor rusa durante una ceremonia de colocación de ofrenda floral ante la Tumba del Soldado Desconocido el 26 de junio de 2009 en Moscú, Rusia.

La Guardia de honor es una organización militar, designada para recibir y custodiar a los dignatarios, honrar a los soldados caídos en combate, o para asistir a las ceremonias y a los funerales de estado. La guardia de honor es una unidad militar ceremonial. La unidad está integrada por personas seleccionadas por sus características físicas que realizan distintos tipos de servicios, como rendir honores y custodiar los monumentos nacionales. La guardia de honor también puede servir como guardiana de los colores nacionales, escoltando la bandera nacional e izando la bandera en las ceremonias oficiales del estado, asimismo puede actuar como guardaespaldas del Jefe de Estado o el Monarca del Reino. La guardia de honor suele proporcionar un destacamento de soldados que debe ser inspeccionado por los mandatarios extranjeros. Las órdenes de caballería católicas, como la Orden del Santo Sepulcro de Jerusalén y la Orden de Malta, ofrecen guardias de honor durante los funerales para los caballeros y oficiales fallecidos.

## Guardia de honor en el Mundo

### Argelia

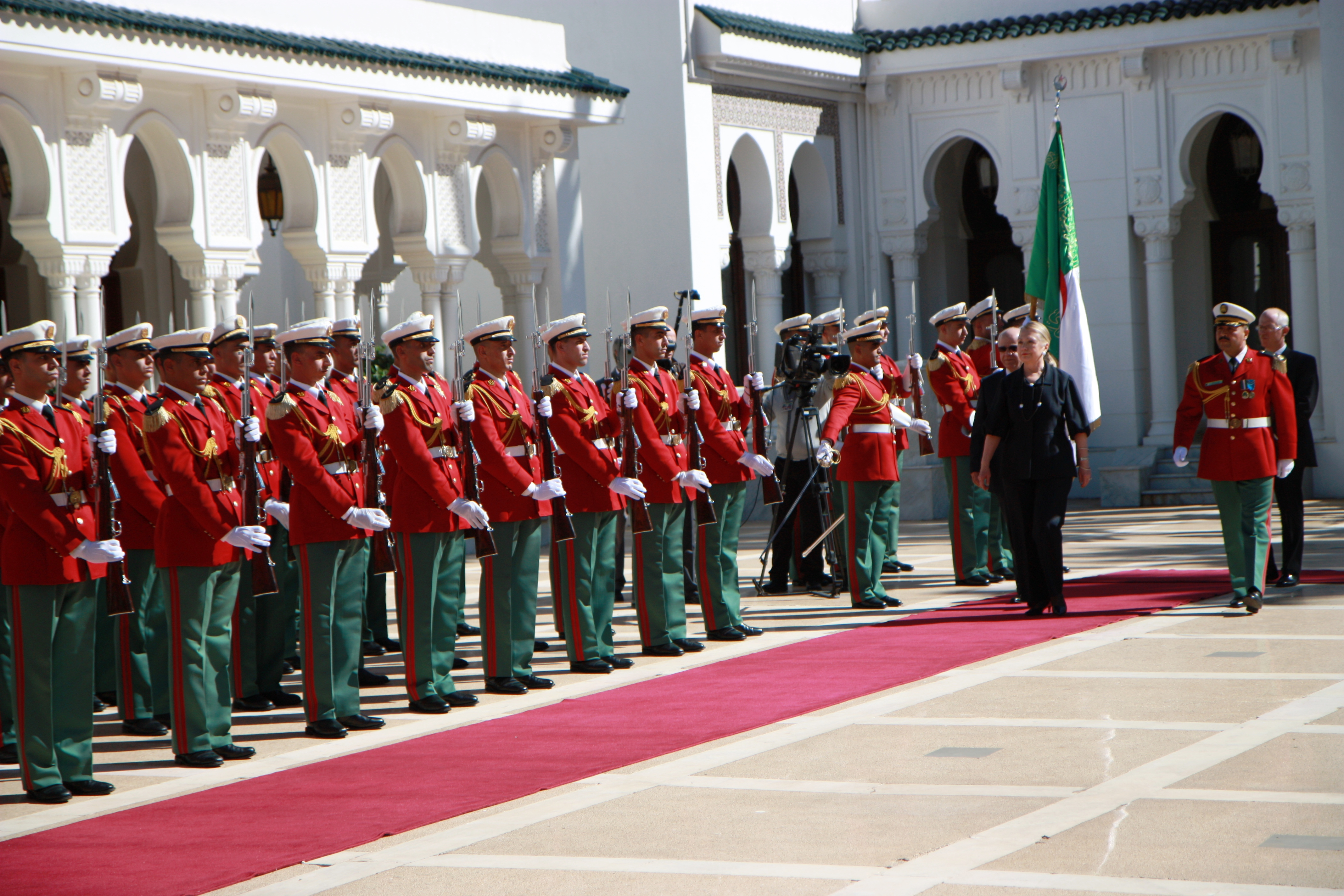
La Guardia Republicana de Argelia, ejerce la función de Guardia de honor y rinde honores ante la Secretaria de Estado de los Estados Unidos Hillary Clinton.

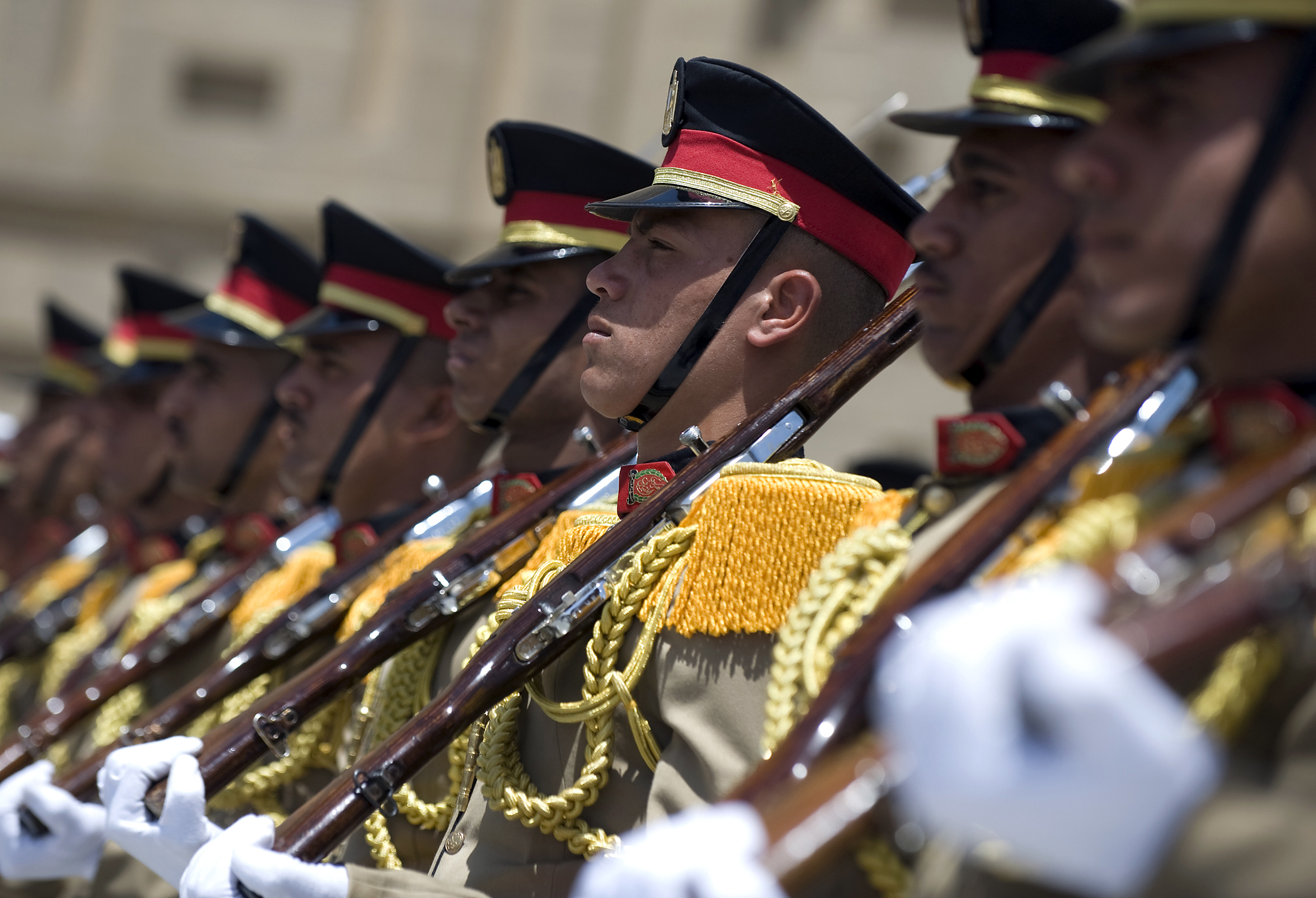
La guardia de honor de la Guardia Republicana de Egipto, da la bienvenida al Almirante de la Armada de los Estados Unidos Michael Mullen, presidente del Estado Mayor Conjunto de los Estados Unidos, durante una ceremonia de bienvenida celebrada en El Cairo, Egipto, el 21 de abril de 2009.

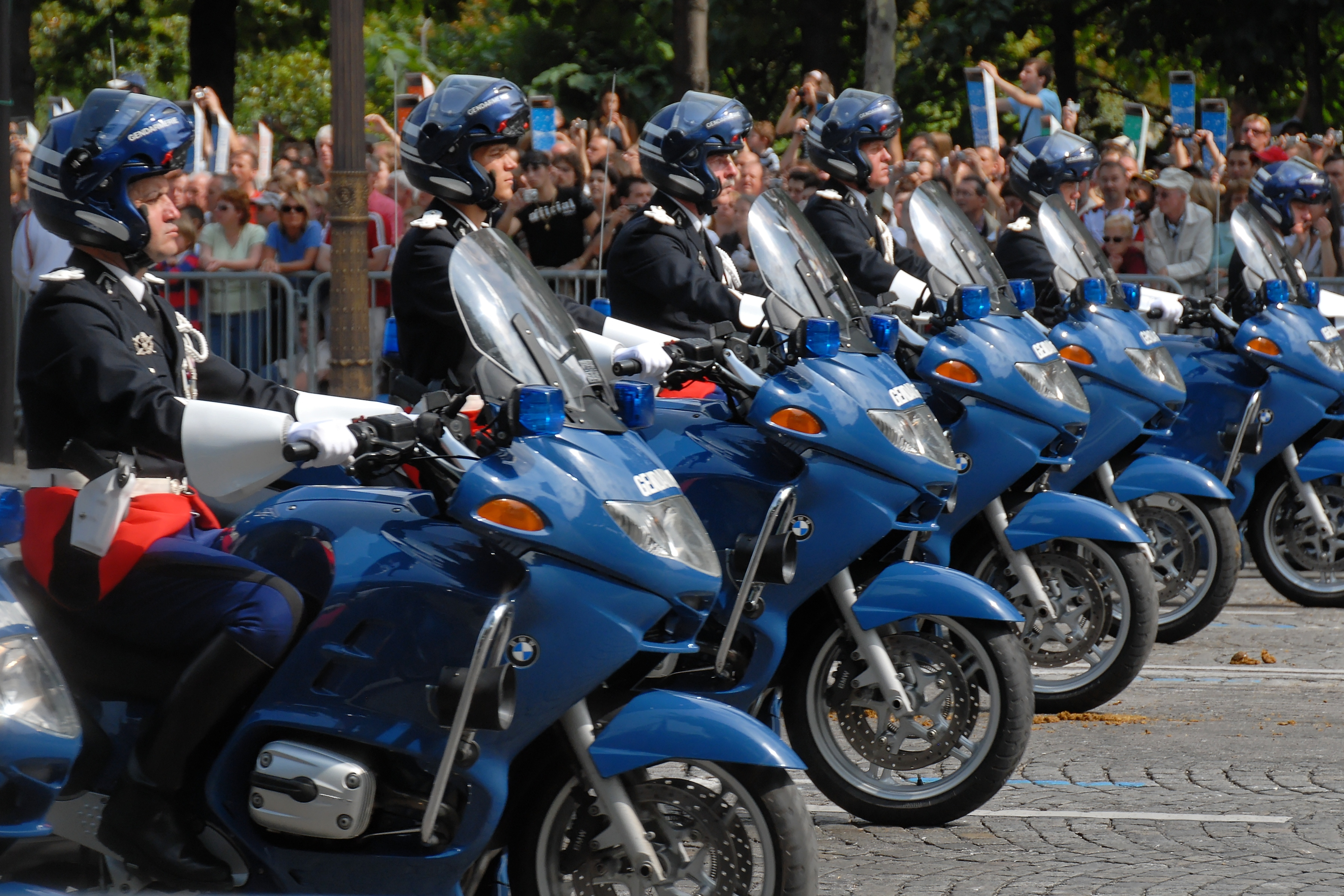
Gendarmes del escuadrón motociclista del Primer Regimiento de Infantería de la Guardia Republicana desfilando durante las celebraciones por el día de la toma de la Bastilla.

La Guardia Republicana de Argelia es un cuerpo militar principalmente ceremonial del Ejército argelino, está formado por 6.000 soldados, es muy similar en su estilo de formación a las unidades equivalentes del Ejército francés. La Guardia Republicana incluye una banda militar y una unidad de caballería, cuyo uniforme y tradiciones se basan en las de la famosa caballería bereber, la caballería númida, la caballería francesa y la caballería árabe, así como la infantería.

### China

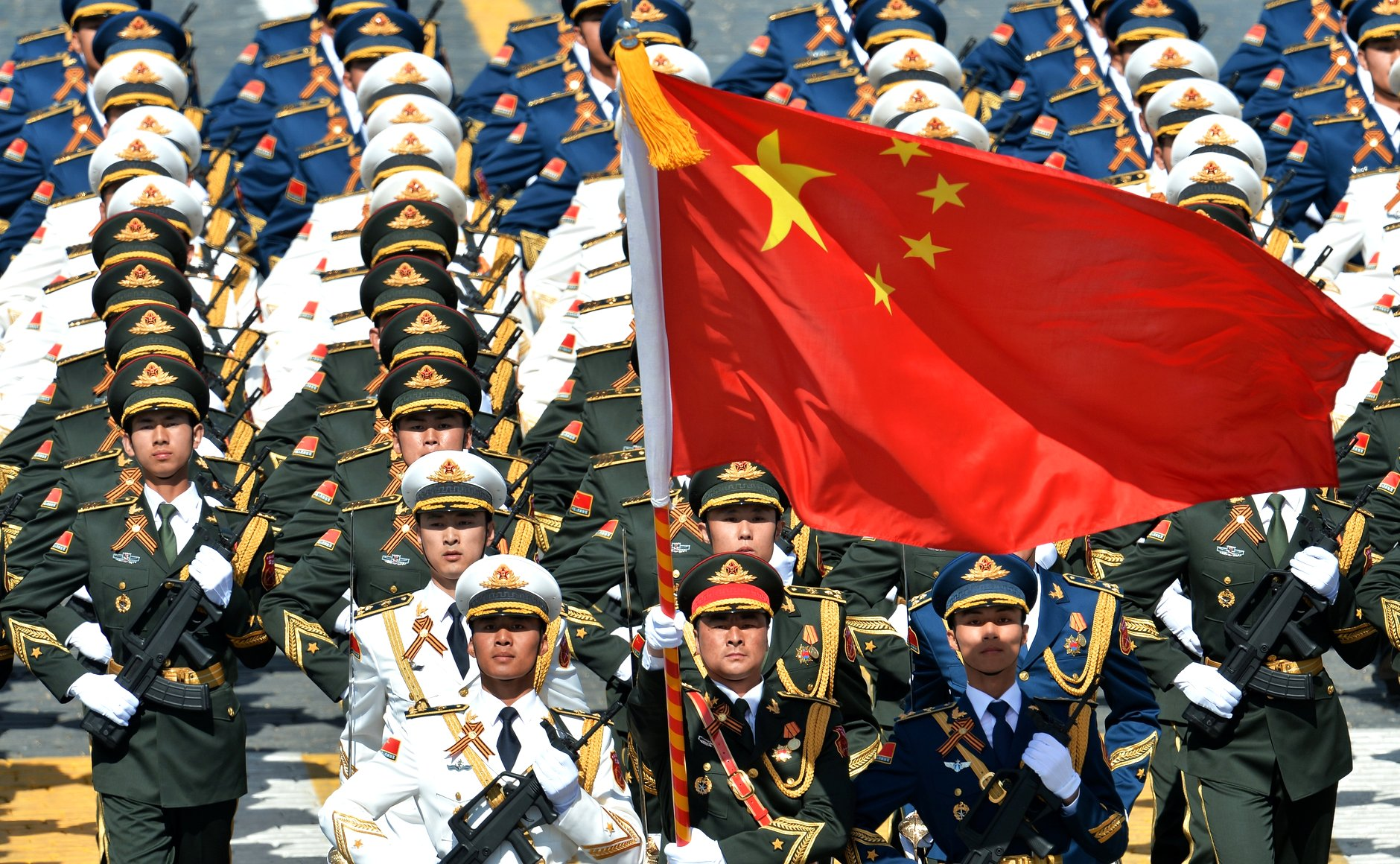
El batallón en el desfile del Día de la Victoria celebrado en Moscú en 2015.

El Batallón de la Guardia de Honor de la Guarnición de Beijing (en chino: 北京卫戍区仪仗大队), oficialmente la Guardia de Honor del EPL, es una guardia de honor ceremonial y una unidad especializada del Ejército Popular de Liberación (EPL).  Está formado por representantes de la Fuerzas Terrestres del Ejército Popular de Liberación, la Armada del Ejército Popular de Liberación y la Fuerza Aérea del Ejército Popular de Liberación. Los soldados varones del batallón deben medir al menos 1 metro 80 centímetros de altura, mientras que las mujeres deben medir al menos 1 metro 73 centímetros de altura. Esta unidad de la guardia de honor, aunque informa directamente a la Comisión Militar Central, está bajo el control operativo del comando del teatro de operaciones central. Durante los desfiles, el batallón es dirigido por una guardia de color que lleva la bandera del EPL, una tradición que comenzó en 1981.

### Colombia

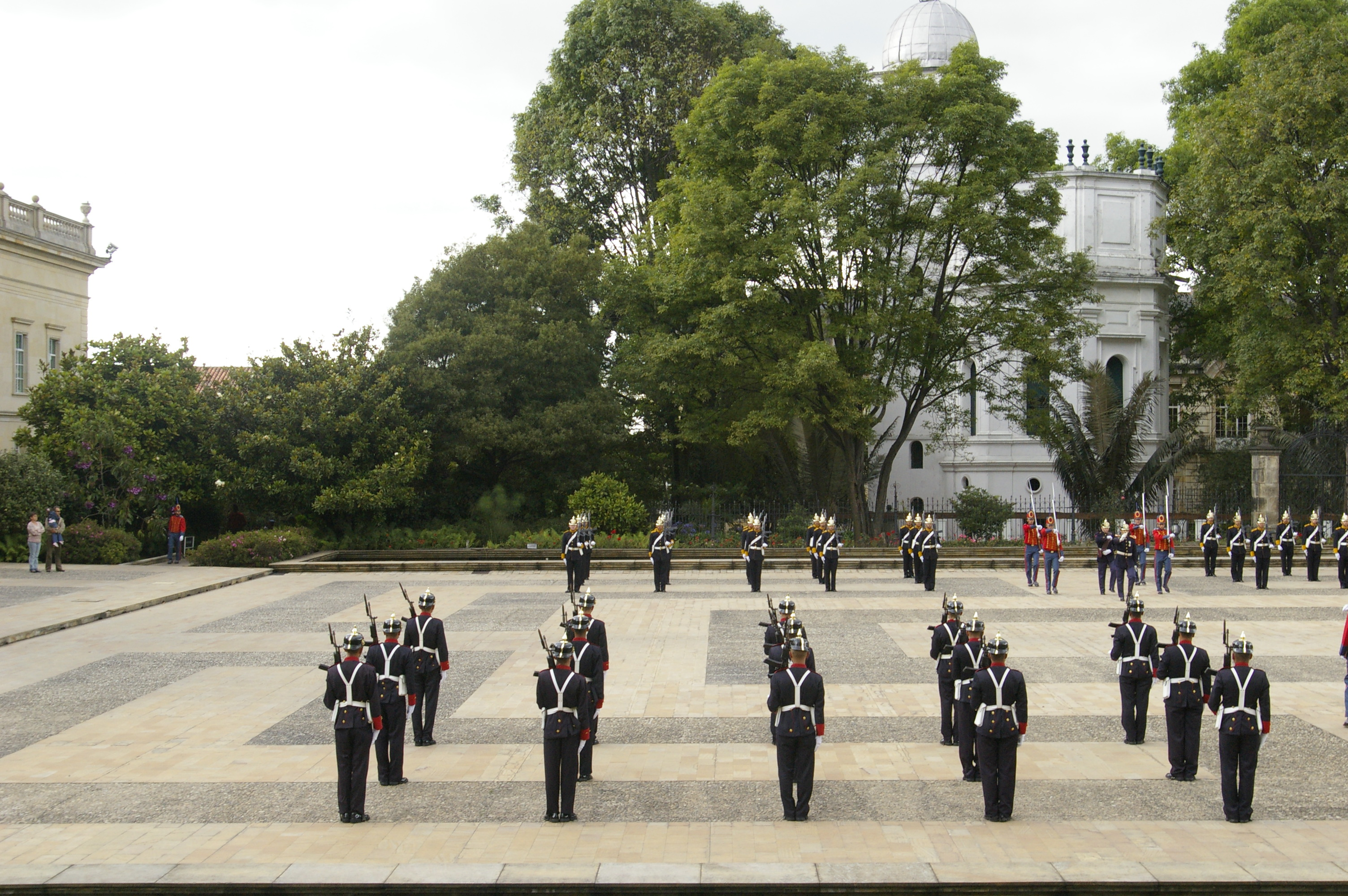
Formación del Batallón de Infantería N° 37 "Guardia Presidencial" en la entrada a la Plaza de armas de la Casa de Nariño.

El Batallón de Infantería Guardia Presidencial o Batallón de Infantería N° 37 Guardia Presidencial o por sus siglas en español BIGUP tiene como misión mantener la seguridad del Presidente de la República de Colombia, su familia y su residencia oficial, la Casa de Nariño. Está formado por 1.400 personas entre militares y civiles.

### Cuba

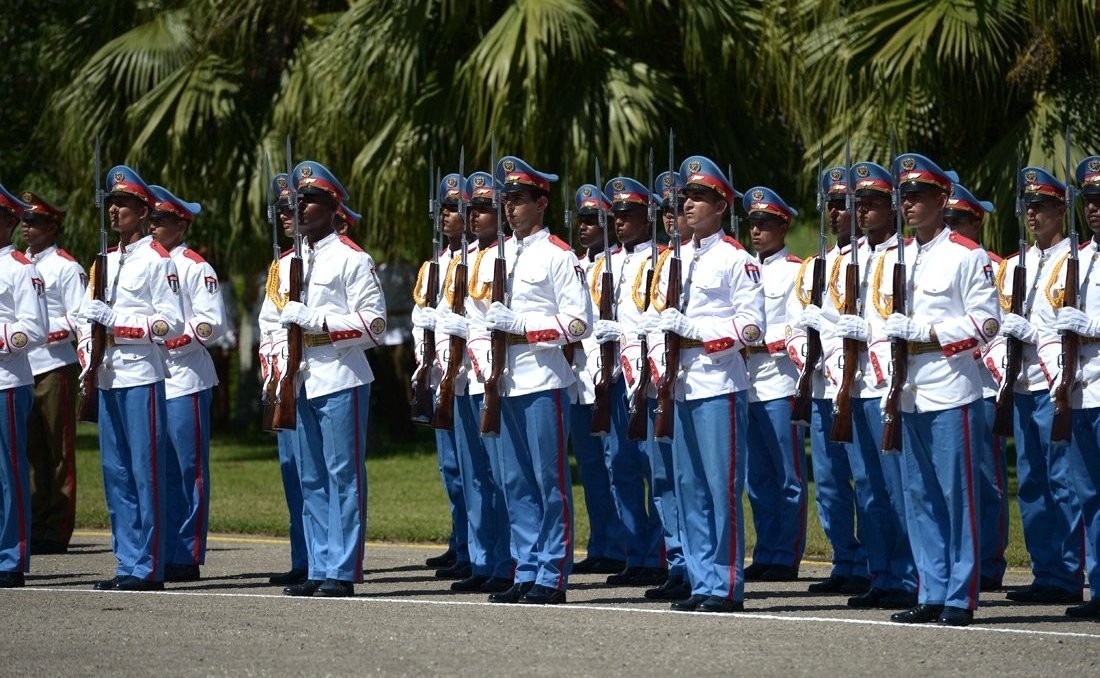
Guardia de honor formada por la Unidad Ceremonial cubana, presentando armas durante la visita a Cuba del Presidente de Rusia, en 2014.

La Unidad Ceremonial de las Fuerzas Armadas Revolucionarias de Cuba, es una unidad militar de rituales ceremoniales de las Fuerzas Armadas Revolucionarias de Cuba. Desde su fundación el 15 de diciembre de 1961, los miembros masculinos y femeninos de la unidad han brindado honores al Partido Comunista de Cuba, al Gobierno de Cuba y a las Fuerzas Armadas Revolucionarias (FAR). La unidad utiliza intensas técnicas físicas y políticas, incluidas las artes marciales, para mantener la disciplina que se requiere para los soldados y oficiales de la unidad ceremonial. La función principal de la unidad es realizar el cambio de guardia en el mausoleo dedicado a José Martí en el Cementerio de Santa Ifigenia, además de brindar honores relacionados con el protocolo (honores fúnebres, presentación de credenciales, entrega de medallas, recibimiento de flotas navales extranjeras, ceremonias de ofrendas florales y llevar a cabo desfiles militares en la Plaza de la Revolución de La Habana. La unidad representa a las Fuerzas Armadas Revolucionarias durante los actos de llegada de los mandatarios extranjeros y diversos jefes de Estado y de Gobierno, al Palacio de la Revolución de La Habana, con el acompañamiento musical de la banda de música de la unidad ceremonial. En los últimos años, la unidad ha participado en la recepción y en los actos de bienvenida del Presidente de los Estados Unidos Barack Hussein Obama.

### Ecuador

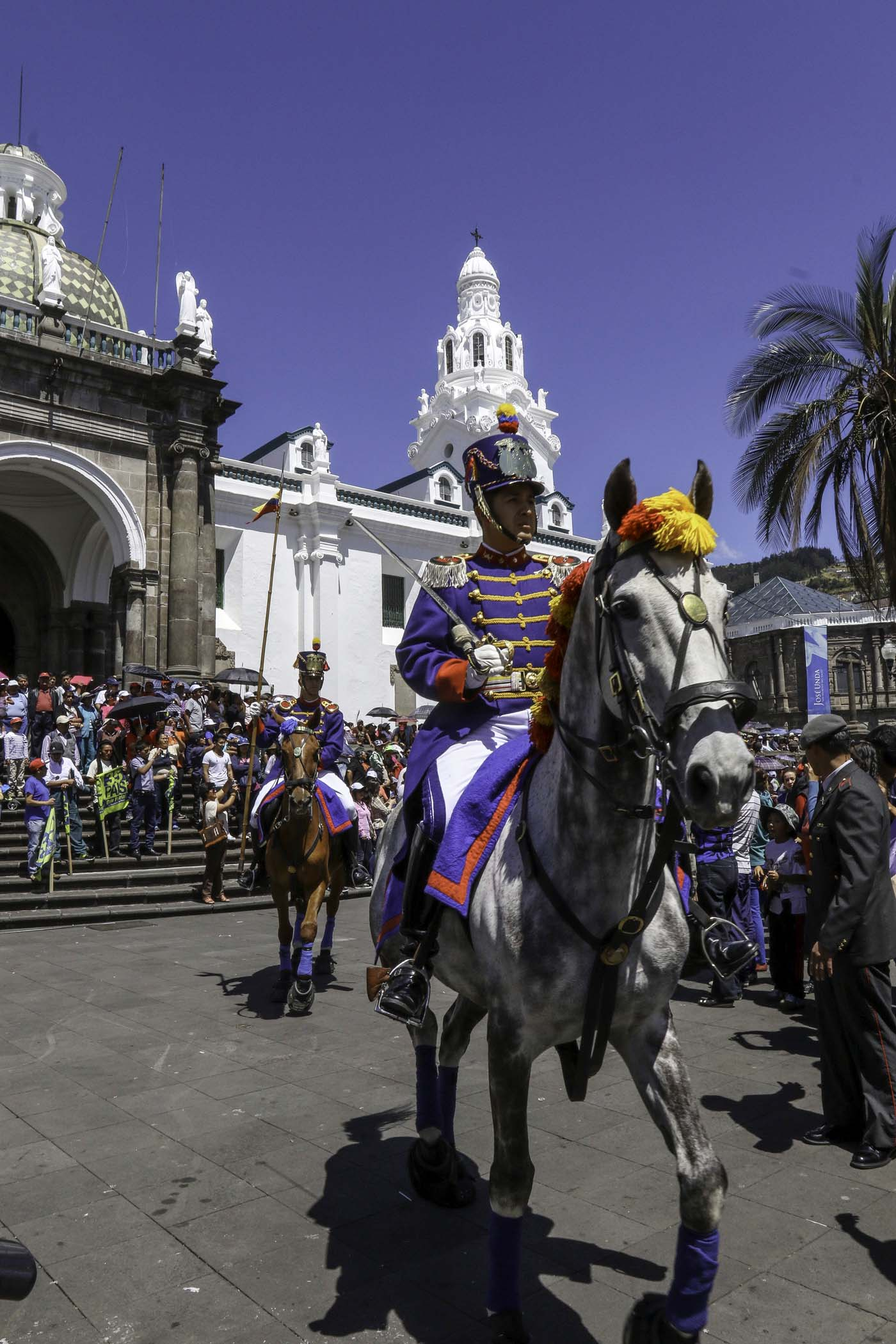
Los Granaderos de Tarqui son la Guardia de honor del Presidente de Ecuador.

El Grupo de Escolta Presidencial Granaderos de Tarqui, es una unidad especial de caballería del Ejército del Ecuador, que forma parte de la guardia de honor del Presidente de Ecuador y resguarda el Palacio de Carondelet en Quito, sede del Gobierno de la República del Ecuador.

### Egipto
La Guardia Republicana de Egipto (en árabe: قوات الحرس الجمهوري, romanizado: El-Haras el-Gomhoury) es un comando de nivel de división dentro del ejército egipcio, diseñado para ser una división blindada con las principales responsabilidades de defender al presidente de la República, así como  las principales instituciones presidenciales y estratégicas, incluidos los palacios presidenciales, los centros de comando y los aeropuertos presidenciales. Es uno de los comandos divisionales más grandes de Egipto con un fuerte énfasis en la guerra acorazada y mecanizada. La Guardia Republicana es la única división de las Fuerzas Armadas de Egipto que recibe órdenes únicamente de su comandante y el presidente, en lugar del Consejo Supremo de las Fuerzas Armadas dirigido por el ministro de defensa.

### Francia
La Guardia Republicana de Francia (en francés: Garde Républicaine de France) es la unidad ceremonial de la Gendarmería Nacional de Francia. Comprende dos regimientos de infantería (el primer regimiento incluye el escuadrón de motociclistas) y un regimiento de caballería. También tiene cuatro formaciones musicales, así como grupos que realizan acrobacias a caballo o maniobras en moto.

### Perú

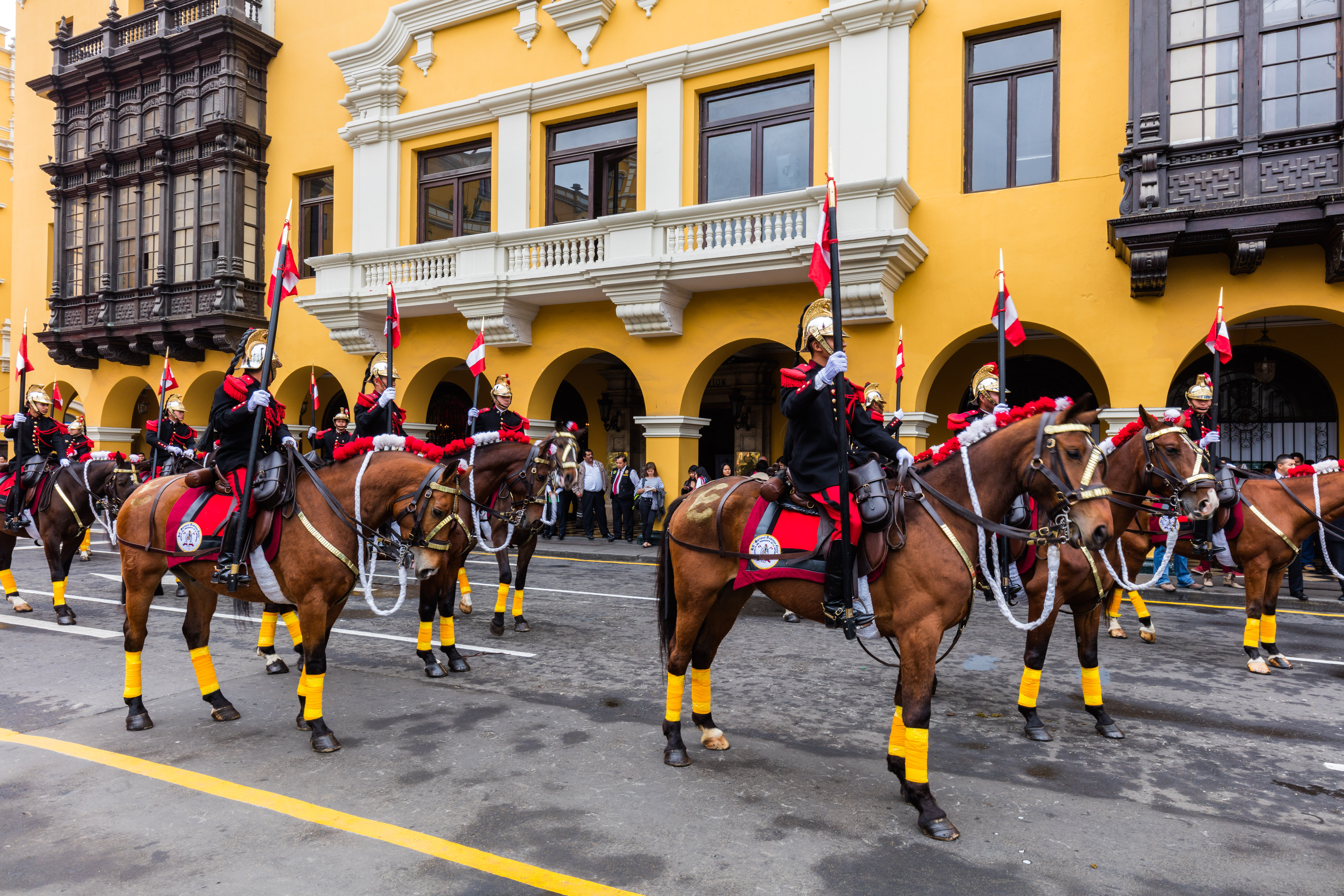
Escolta presidencial, Plaza de Armas, Lima, Perú.

Desde 1904, la Guardia de Caballería del Presidente de la República del Perú, es el Regimiento de Caballería de Guardias Dragones "Mariscal Domingo Nieto", Escolta del Presidente de la República del Perú, es un Regimiento de Dragones (Infantería montada) del Ejército del Perú. Tras la inauguración en 1938 del nuevo Palacio de Gobierno del Perú, los Dragones de la Guardia del Regimiento de Caballería y Escolta del Presidente, asumieron la función de Guardias de Honor del Palacio de Gobierno. En 1969, el Regimiento de Caballería de Guardias Dragones "Mariscal Domingo Nieto", asumió las funciones de guardia y seguridad del Palacio de Gobierno. En febrero de 1987 el presidente de la nación, Alan García, eligió al Regimiento de Caballería "Húsares de Junín" N.º 1 como escolta presidencial. El Regimiento de Caballería "Mariscal Nieto" fue desactivado y transformado en una unidad mecanizada. Mediante una resolución ministerial del 2 de febrero de 2012, firmada por el presidente Ollanta Humala Tasso, se autorizó la reactivación del Regimiento de Caballería "Mariscal Domingo Nieto", como escolta oficial del Presidente de la República del Perú, teniendo como misión principal garantizar la seguridad del Presidente de la República y del Palacio de Gobierno.

### Rusia
El 154° Regimiento Independiente de la Guardia Preobrazhensky sirve como regimiento de guardia de honor oficial de las Fuerzas Armadas de Rusia y sirve como la principal unidad de guardia de honor de las fuerzas armadas rusas, esta unidad se encuentra estacionada en Moscú, además de ser la unidad de la guardia de honor, también es la encargada de ayudar al comandante de la guarnición de Moscú y de cumplir con las funciones de guarnición y protección de la capital rusa y su infraestructura militar. Su cuartel se encuentra en el Distrito Administrativo del Sureste en Moscú.

### Venezuela

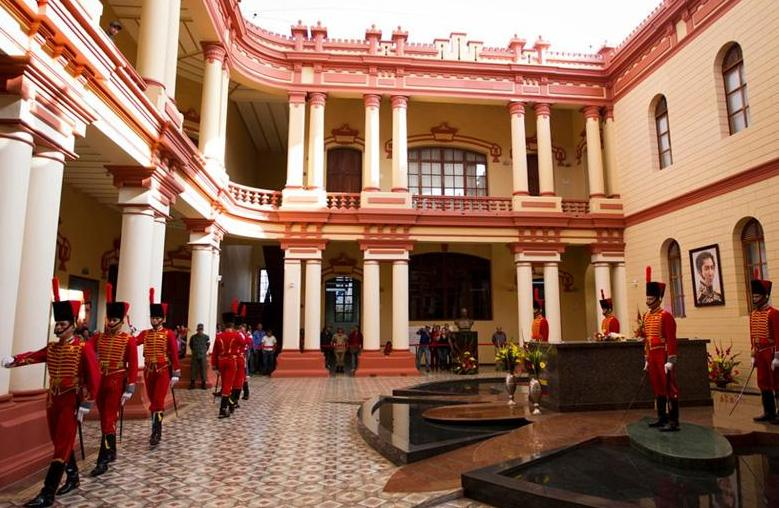
La Guardia de Honor en la tumba de Hugo Chávez en el Cuartel de la Montaña, en Caracas, Venezuela.

La Guardia de Honor Presidencial de Venezuela es un órgano militar que se encarga de la seguridad del Presidente de Venezuela. La Guardia de Honor Presidencial es el organismo militar encargado de la seguridad inmediata del presidente de Venezuela. El antecedente más lejano de la Guardia de Honor Presidencial se remonta a la Compañía de Húsares de Simón Bolívar, de la Guerra de Independencia. La Guardia de Honor Presidencial está integrada por los cinco componentes de la Fuerza Armada Nacional Bolivariana y por los organismos de la seguridad ciudadana, la unidad es comandada por el Mayor General Iván Hernández Dala.